# Echeveria cante
Echeveria cante là một loài thực vật có hoa trong họ Crassulaceae. Loài này được Glass & Mend.-Garc. miêu tả khoa học đầu tiên năm 1997.